# Cyprian Fried
Cyprian Fried (16. század) német evangélikus lelkész.  Miután Olmützből elűzték,  1570 és 1590 közt a murányi császári és  királyi várőrség prédikátora, a gömöri és a kishonti egyházkerület seniora volt. A Leges et Articuli Fraternitatis Muraniensis cikkelyeit ő írta. Nevét Friedt-nek és Fridtnek is írták.
1578 körül niederlaysi Maschko Menyhért murányi várkapitány pártfogása mellett a gömöri és kishonti ágostai hitvallású evangélikus egyházak közösen megalapították az ú. n. murányi fraternitást, és ennek elnökéül Cyprián Friedet választották, aki akkor a murányi lelkész volt. Címe: esperes senior lett, és az összeszövetkezett két egyház területén egyházi főhatóságot, szuperintendensi jogokat gyakorolt. A megalakult murányi fraternitás a Fried Cyprián által összeállított 25 cikkelyből álló alapszabályzat szerint rendezkedett be.